# Cantonul Omont
Cantonul Omont este un canton din arondismentul Charleville-Mézières, departamentul Ardennes, regiunea Champagne-Ardenne, Franța.

## Comune
| Comune             | Populație (1999) | Cod poștal | Cod INSEE |
| ------------------ | ---------------- | ---------- | --------- |
| Baâlons            | 170              | 08430      | 08041     |
| Bouvellemont       | 79               | 08430      | 08080     |
| Chagny             | 131              | 08430      | 08095     |
| La Horgne          | 106              | 08430      | 08228     |
| Mazerny            | 112              | 08430      | 08283     |
| Montigny-sur-Vence | 158              | 08430      | 08305     |
| Omont              | 98               | 08430      | 08335     |
| Poix-Terron        | 804              | 08430      | 08341     |
| Singly             | 138              | 08430      | 08422     |
| Touligny           | 89               | 08430      | 08454     |
| Vendresse          | 400              | 08160      | 08469     |